# Kurt Behrens
Kurt Edward Behrens (Magdeburgo, 26 novembre 1884 – Berlino, 5 febbraio 1928) è stato un tuffatore tedesco. Ha rappresentato la Germania ai Giochi olimpici di Londra 1908 e Stoccolma 1912. Ha vinto la medaglia d'argento nel concorso della trampolino nel 1908 e quella di bronzo nel 1912, sempre nel trampolino.

## Palmarès
- Giochi olimpici

Londra 1908: argento nella trampolino
Stoccolma 1912: bronzo nel trampolino